# Mechrenga (Jemza)
Die Mechrenga (russisch Мехреньга, Мегренка) ist ein rechter Nebenfluss der Jemza in der Oblast Archangelsk in Nordwestrussland.
Die Mechrenga hat ihre Quelle südöstlich von Puksoosero. Sie fließt zuerst nach Osten, macht dann aber einen Bogen nach Norden und behält diese Hauptrichtung bis zu ihrer Mündung bei Ust-Mechrenga in die Jemza bei. Die Mechrenga ist 231 km lang. Sie entwässert ein Gebiet von 5080 km². Ihre größten Abflüsse erreicht sie während der Schneeschmelze. Der mittlere Abfluss (MQ) am Pegel Urozgora, 33 km oberhalb der Mündung, beträgt 33,6 m³/s. Die wichtigsten Nebenflüsse sind Schorda und Puksa von links sowie Mjagdoma von rechts.